# Kruge/Gersdorf
Kruge/Gersdorf è una frazione del comune tedesco di Falkenberg, nel Land del Brandeburgo.

## Storia
Il 31 dicembre 2001 il comune di Kruge/Gersdorf venne soppresso e aggregato al comune di Falkenberg.

## Geografia antropica
Alla frazione appartengono le località di Kruge, Gersdorf, Ackermannshof e Neugersdorf.